# Phyllopoda
Sous-classe
Les Phyllopoda (les phyllopodes) sont une sous-classe de branchiopodes. Ces espèces vivent dans les eaux vaseuses et peu profondes et se caractérisent par leur capacité à pondre des œufs à carapace très solide les protégeant pendant les périodes où leurs mares sont asséchées, puis se reproduisant par parthénogenèse thélitoque à l'éclosion, avant de donner enfin des mâles et d'avoir une reproduction sexuée, qui donnera ces œufs de dormance.

## Liste des ordres
Selon BioLib (29 décembre 2018) :
- ordre des Diplostraca Gerstaecker, 1866
- ordre des Lipostraca Scourfield, 1926 †
- ordre des Notostraca Sars, 1867